# HCAS
HCAS is een Nederlandse hockeyclub uit Asten (Noord-Brabant).
Hockeyclub Asten-Someren werd in 1976 opgericht en speelt op sportpark 't Root naast voetbalclub NWC. Het eerste heren- en damesteam komen in het seizoen 2017/2018 uit in de Eerste. In 2012 werden de heren kampioen in de Eerste klasse C en speelden als gevolg hiervan nacompetitie om promotie. Over twee wedstrijden werd GHHC Groningen verslagen: 3-2 en 2-3. Hierdoor promoveerde de kleine hockeyclub naar de Overgangsklasse.
Sinds seizoen 2016/2017 spelen zowel heren als dames 1 in de eerste klasse. In seizoen 2018/2019 speelt heren 1 weer in de overgangsklasse. Na het promoveren in seizoen 2023/2024 speelt sinds seizoen 2024/2025 Heren 1 in de promotieklassen.
Oranje-Roodspeler en speler van het Nederlands Heren elftal Mink van der Weerden begon met hockeyen bij HCAS.